# Spirou : La Panique mécanique
Spirou : La Panique mécanique (ou Spirou: The Robot Invasion) est un jeu vidéo paru sur Game Boy Color en 2000. Le jeu met en vedette Spirou et Fantasio et est développé par Ubisoft en collaboration avec Dupuis.

## Accueil
- Total! (Allemagne) : 1,75/6[1]
- Video Games : 4/5[2]